# Platypalpus nigritarsis
Platypalpus nigritarsis is een vliegensoort uit de familie van de Hybotidae. De wetenschappelijke naam van de soort is voor het eerst geldig gepubliceerd in 1816 door Fallen.